# کریستوفر لوند
کریستوفر لوند (انگلیسی: Kristoffer Lund؛ زادهٔ ۱۴ مهٔ ۲۰۰۲) بازیکن فوتبال اهل قلمروی دانمارک و ایالات متحده آمریکا است.
وی همچنین در تیم‌های ملی فوتبال زیر ۱۷ سال، زیر ۱۸ سال، زیر ۱۹ سال و زیر ۲۱ سال دانمارک و بزرگسالان ایالات متحده آمریکا بازی کرده است.